# بويضة الحوامده (المفرق)
بويضة الحوامده منطقة سكنية في لواء قصبة المفرق، محافظة المفرق في الأردن. تنتمي المنطقة لقضاء المفرق الذي يضم 12 منطقة. يقدر عدد سكانها بـ 2451 نسمة حسب إحصاء 2015.

## الوصلات الخارجية
- دائرة الاحصاءات العامة